# Wassim Naghmouchi
Wassim Naghmouchi, né le 17 avril 1996 à Jendouba, est un footballeur tunisien. Il évolue au poste de milieu de terrain avec Al Shomooa.

## Palmarès
- Championnat de Tunisie : 2014